# چونکامیندسنت
چونکامیندسِنت (به مجاری:  Csonkamindszent) یک شهرداری در مجارستان است که در ناحیه سنت‌لورینتس واقع شده‌است. چونکامیندسنت ۵٫۵۲ کیلومتر مربع مساحت و ۱۸۰ نفر جمعیت دارد.